# Вествеј (Тексас)
Вествеј (енгл. Westway) насељено је место без административног статуса у америчкој савезној држави Тексас.

## Демографија
По попису из 2010. године број становника је 4.188, што је 359 (9,4%) становника више него 2000. године.
| Група             | 2000.         | 2010.         |
| Белци             | 87 (2,3%)     | 97 (2,3%)     |
| Афроамериканци    | 18 (0,5%)     | 7 (0,2%)      |
| Азијати           | 1 (0,0%)      | 1 (0,0%)      |
| Хиспаноамериканци | 3.732 (97,5%) | 4.077 (97,3%) |
| Укупно            | 3.829         | 4.188         |